# Кубок Гонконгу з футболу 2016—2017
Кубок Гонконгу з футболу 2016—2017 — 42-й розіграш кубкового футбольного турніру в Гонконзі. Титул вчетверте здобув Кітчі.

## Календар
| Раунд           | Дата                  | Матчі | Клуби  |
| --------------- | --------------------- | ----- | ------ |
| Попередній етап | листопад-грудень 2016 |       | → 11   |
| Перший раунд    | 17-20 грудня 2016     | 3     | 11 → 8 |
| 1/4 фіналу      | 13-16 квітня 2017     | 4     | 8 → 4  |
| 1/2 фіналу      | 29-30 квітня 2017     | 2     | 4 → 2  |
| Фінал           | 14 травня 2017        | 1     | 2 → 1  |

## Перший раунд
| Команда 1       | Рахунок | Команда 2  |
| --------------- | ------- | ---------- |
| 17 грудня 2016  |         |            |
| Тай По          | 1:5     | Саут Чайна |
| 18 грудня 2016  |         |            |
| Гонконг Саплінг | 1:0     | R&F        |
| 20 грудня 2016  |         |            |
| Гонконг         | 1:5     | Кітчі      |

## 1/4 фіналу
| Команда 1                  | Рахунок         | Команда 2       |
| -------------------------- | --------------- | --------------- |
| 13 квітня 2017             |                 |                 |
| Гонконг Пегасус            | 0:1             | Кітчі           |
| 15 квітня 2017             |                 |                 |
| Юень Лун                   | 0:4             | Істерн          |
| Рейнджерс                  | 1:1 дч пен. 3:4 | Саут Чайна      |
| 16 квітня 2017             |                 |                 |
| Саутерн Дістрікт Рекріейшн | 3:1             | Гонконг Саплінг |

## 1/2 фіналу
| Команда 1      | Рахунок | Команда 2                  |
| -------------- | ------- | -------------------------- |
| 29 квітня 2017 |         |                            |
| Кітчі          | 2:1     | Саутерн Дістрікт Рекріейшн |
| 30 квітня 2017 |         |                            |
| Саут Чайна     | 1:0     | Істерн                     |

## Фінал
| 14 травня 2017 10:00 (EEST) |

| Кітчі              | 2:1      | Саут Чайна    |
| ------------------ | -------- | ------------- |
| Лам 29' Сандро 48' | Протокол | Чу Сю Кей 68' |

| Стадіон «Монг Кок», Цзюлун, Острів Гонконг Глядачів: 5 038 Арбітр: Лау Фун Хей |